# الکسی ورمولن
الکسی ورمولن (انگلیسی: Alexey Vermeulen؛ زادهٔ ۱۶ دسامبر ۱۹۹۴) دوچرخه‌سوار اهل ایالات متحده آمریکا است.
از باشگاه‌هایی که در آن بازی کرده‌است می‌توان به تیم لوتوان‌ال–یومبو اشاره کرد.